# Maliki Osman

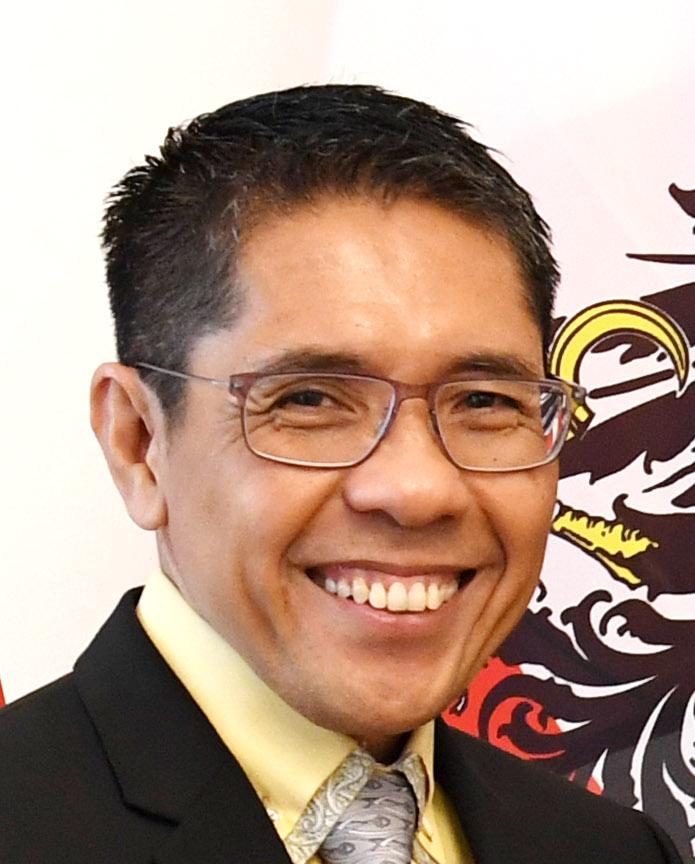
Maliki Osman (2018)

Mohamad Maliki bin Osman (* 19. Juli 1965 in Singapur) ist ein singapurischer Politiker (PAP). Als Mitglied der Regierungspartei People’s Action Party ist der Bürgermeister im südöstlichen Bezirk Singapurs und seit Oktober 2015 ein hochrangiger Staatsminister im Verteidigungs- und Außenministerium. Er ist seit 2001 Abgeordneter des Parlamentes und gehörte von 2001 bis 2011 de Sembawang Group Representation Constituency und seit 2011 der an.

## Ausbildung
Maliki wurde an der Duchess Primary Scholl, der Dunearn Secondary Technical School und der First Toa Payoh Secondary School ausgebildet, bevor er an der National University of Singapore seinen Bachelor of Arts, seinen Bachelor of Social Science und seinen Master of Social Science abschloss. Im Jahr 1998 absolvierte er einen Doktor in Philosophie an der University of Illinois at Urbana-Champaign.

## Karriere
Maliki war von 1998 bis 2004 ein Assistant Professor am Institut für Sozialarbeizt und Psychologie der National University of Singapore.

### Politische Karriere

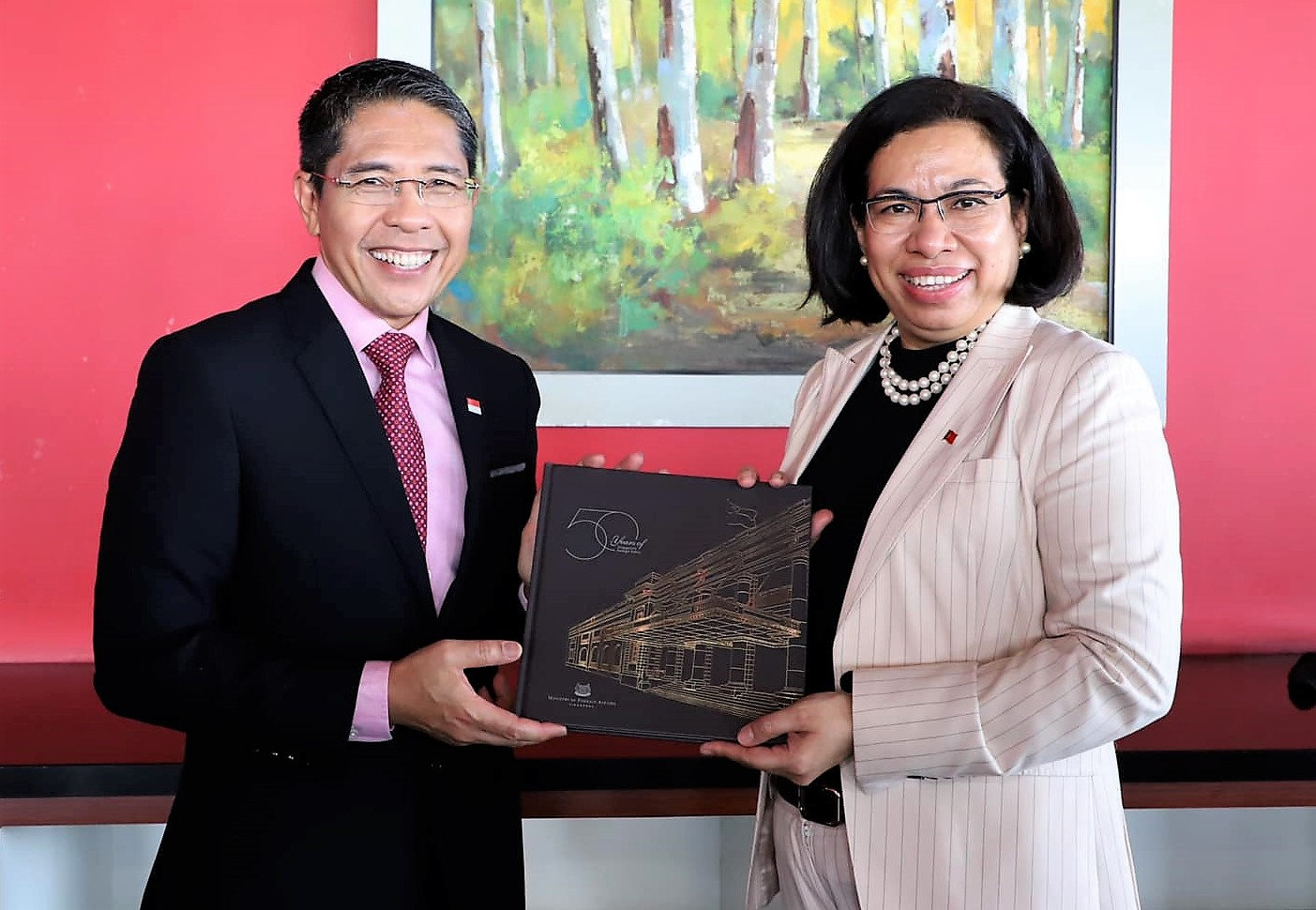
Maliki Osman zu Gast in Osttimor bei Außenministerin Adaljíza Magno (2022)

Maliki wurde erstmals bei den Parlamentswahlen im Jahr 2001 in das singapurische Parlament gewählt. Nach der Ernennung von Lee Hsien Loong zum Premierminister im Jahr 2004, wurde Maliki zum parlamentarischen Sekretär für Gesundheit (2004–2005) und für Gemeindeentwicklung, Jugend und Sport (2004–2006) ernannt. Anschließend wurde er zum parlamentarischen Sekretär für nationale Entwicklung (2005–2010) ernannt.
Im Jahr 2010 wurde Maliki vom parlamentarischen Sekretär zum Senior parlamentarischen Sekretär für nationale Entwicklung befördert. Als Teil seines Projekts für nationale Entwicklung leitete Maliki die Hauptarbeitsgruppe für das Sanierungsprojekt Geylang Serai, zu dem die Civic-Center-Gruppe gehörte, die das Konzept, Design und die Einrichtung für das neue Civic Center Wisma Geylang Serai überwachte.
Nach den Parlamentswahlen im Jahr 2011 wurde Maliki neben seinem Amt im Ministerium für nationale Entwicklung auch oberster parlamentarischer Verteidigungsminister und Bürgermeister im südöstlichen Bezirk Singapurs. Im Februar 2013 veröffentlichte Maliki eine Festschrift mit dem Titel „Making of Wisma Geylang Serai“ und startete einen Designwettbewerb für das neue Bürgerzentrum.
Am 1. September 2013 wurde Maliki nach einer Kabinettsumbildung vom Senior parlamentarischen Sekretär zum Staatsminister für Verteidigung und nationale Entwicklung befördert. Seit 2020 ist Maliki Minister im Büro des Premierministers, Zweiter Minister für Bildung und Zweiter Minister für Auswärtige Angelegenheiten.
Nach den der Parlamentswahl im Jahr 2015 wurde Maliki am 1. Oktober 2015 zum Senior Staatsminister für Verteidigung und auswärtige Angelegenheiten befördert und gab sein Amt im Ministerium für nationale Entwicklung auf.

## Persönliches Leben
Maliki ist mit Sadiah Shahal verheiratet und hat zwei Kinder namens Lidia Syahindah und Adli Mifzal. Er spielt gerne Badminton, schwimmt und spielt das chinesische Instrument Guzheng.